# マニラ連続保険金殺人事件
マニラ連続保険金殺人事件（マニラれんぞくほけんきんさつじんじけん）は、2014年（平成26年）から2015年（平成27年）にフィリピンの首都・マニラで日本人男性2人が相次いで射殺された保険金殺人事件。被害者2人はいずれも日本の山梨県在住で、それぞれ主犯とされる男I（山梨県笛吹市在住：2023年に死刑確定）の知人でもあった。
2014年10月18日、整骨院経営の男性A（当時32歳：韮崎市在住）がマニラで射殺され、翌2015年には会社役員の男性B（当時42歳：笛吹市在住）も同様に射殺された。被害者2人にはいずれも、Iが大株主だった会社を受取人とする死亡保険金が掛けられており、2人はIらが現地で雇ったヒットマンによって拳銃で射殺されたと刑事裁判で認定されている。
事件後、2016年（平成28年）5月12日に山梨県警察が主犯Iら男女4人を逮捕した。Iは2023年6月に最高裁で死刑が確定したが、同年8月に収監先の東京拘置所で病死した。

## 事件の経過

### Aに対する詐欺・殺人
2014年（平成26年）7月4日、 入院していた山梨県甲府市の男Xは笛吹市の飲食店経営者でXの高校の同級生でもある男Iの見舞いを受ける。Iは会社役員の男性B（事件当時42歳）を殺害して保険金を得る計画をXに持ちかけ、フィリピンでヒットマンを雇えるかを相談した。Xは、Bの保険金が手に入ればフィリピンでうなぎの稚魚の事業を行うことができるとIに説得されてこの話に乗ることにし、妻のフィリピン人Zとかつてフィリピンで知り合ったYにヒットマンの手配を頼んだ。8月、Iは、殺害対象をBから整骨院経営の男性A（事件当時32歳）に変更したこと、Bが経営する建材卸会社を保険加入に利用するためにBを仲間に加えたことをXに伝えた。I・X・Bは、XがAを殺害するヒットマンの手配、IとBがAを被保険者とする保険の加入手続きやそれに必要な登記手続きをするという役割分担を決めた。IとBはBの会社を受取人とする1億円の保険にAを加入させる手続きを行い、I、Xもこの会社の役員にした。
9月16日、Iは、XとBを含めた4人で300万円ずつ拠出してフィリピンで新会社を設立することをAに持ちかけた。実際はI・X・Bに金を拠出する意思はなく、Aだけに金を拠出させた上、その金をA自身を殺害するヒットマンの報酬金に充てる算段だった。翌17日から18日にかけて、I・X・BはAを含めた4人が参加するLINEのトークルームにおいてXの口座に300万円を振り込んだという虚偽を送信してAをだまし、AはXの口座に300万円を振り込んだ。
10月ごろ、IはX・BとともにLINEのトークルーム上でフィリピンの多数の信徒を抱える神父がI達の事業に興味を示しているという架空の話をAに伝え、Aはフィリピンに渡航することに乗り気になった。
10月8日から10日にかけて、IはX・Bと共謀してフィリピンでの追加費用として必要な70万円をAからだまし取ることを計画した。Iは、後見人であるCに前述の300万円の拠出を反対されてIの旅券を取り上げられたという架空の話をAに語り「このままではフィリピンに渡航できない」として、I・X・A・Bの4人で70万円ずつ 拠出して集めた現金をCに「Xらから取り戻した300万円」として見せて旅券を取り戻すことを持ちかけた。Iは、金はフィリピンから帰国した後に返還するとしてAをだまし、AはBの口座に70万円を振り込んだ。
10月19日午前0時30分ごろ（日本時間）、Aはフィリピンのマニラ首都圏ラスピニャス市内において近づいてきたバイクの男に胸を拳銃で撃たれ、同市内の病院で胸部臓器損傷により死亡した。YはIの指示でAをマニラの繁華街からタクシーに乗って殺害現場に連れ出し、Yは殺害現場に到着するとタクシーを降り、直後にAは撃たれた。
A殺害後、IらはAの生命保険金を得る上で必要な家族の押印を得るためにAの遺族と何度も連絡をとるが会うことができず、生命保険金を取得することができなかった。このためIらは、2015年（平成27年）1月から3月にかけて、Aの遺族から貸付金等回収名目で金銭をだましとろうと企てたが、Aの遺族の弁護士がIの嘘を信じなかったため、Iらは金銭を得ることが出来なかった。

### Yに対する殺人計画
2014年12月ごろ、IはYに保険金をかけて殺害することをXに持ちかけた。だが2015年3月、Yが行方不明になったためこの計画は断念された。

### Bに対する殺人
4月12日、IはXに、Bに保険を掛けてフィリピンで殺害する計画を持ちかけた。Xは了承し、A殺害時同様Xがヒットマンの手配、IがBを加入者とする保険の加入手続きを担うことになった。
Bをフィリピンに連れ出すためにIは音信不通となっていたYの居場所がわかったとBに虚偽を告げた。5月9日から24日にかけて、I・X・Bでフィリピンに渡航。ヒットマンと保険の準備が整っていればBを殺害する予定での渡航だったが、保険の準備が間に合わず殺害は実行されなかった。6月20日から7月2日にかけてもフィリピンに渡航するが、この時はヒットマンの手配が出来ず殺害を断念。7月11日から14にかけて3度目のフィリピン渡航。この時はBがパスポートを忘れたと言って渡航せず、殺害は実行されなかった。
8月22日から、4度目のフィリピン渡航。8月31日から翌9月1日にかけて、Xが殺害現場にBを誘導し、ヒットマンがマニラ首都圏ラスピニャス市内でBの胸を拳銃で撃ち、Bはマニラ南部の住宅街の路上に倒れて胸部射創による左血気胸及び胸部臓器損傷により死亡した。だが、Iらは今回も保険金を得ることができなかった。

### 逮捕・起訴
2016年（平成28年）5月12日、山梨県警はI・X・Y・ZをAに対する殺人容疑などで逮捕した。Iらは同年6月7日、Bに対する殺人容疑などでも再逮捕された。甲府地検はIとXをA・Bに対する殺人罪で、YをAに対する殺人罪で、ZをAに対する殺人幇助罪でそれぞれ起訴した。

## 刑事裁判

### X・Y・Zに対する判決
Aの殺害を幇助したフィリピン国籍の女Zに、甲府地方裁判所（丸山哲巳裁判長）は殺人幇助罪などの罪で懲役6年(求刑懲役7年)を言い渡した。Zは控訴せず刑が確定した。
Yが殺人の実行役を手配した上、Aを殺害現場におびき出していたことから甲府地裁（丸山哲巳裁判長）はAに対する殺人罪などの罪でYに求刑通り懲役15年を言い渡した。Yは控訴したが、2017年5月に東京高裁に控訴を棄却され上告せず刑が確定した 。
A・Bに対する殺人罪などの罪に問われた男Xに甲府地裁は2017年2月14日、求刑通り無期懲役を言い渡した。丸山哲巳裁判長は「計画的な上に巧妙で冷酷。終生の間、罪の償いにあたらせることが相当だ」と述べた一方で、真相解明に貢献したと結論づけ死刑は回避した。Xは控訴せず、無期懲役が確定した。

### Iに対する裁判

#### 第一審
第一審の公判は甲府地裁（丸山哲巳裁判長）で開かれた。裁判員の負担軽減のため、詐欺、電磁的公正証書原本不実記録・同供用、有印私文書偽造・同行使、詐欺未遂の罪は裁判官のみによる「区分審理」で審理されたが、甲府地裁における区分審理適用事件は本事件が初である。この区分審理の初公判は2017年（平成29年）5月11日に開かれ、Iは起訴内容をすべて否認したが、同年6月8日に甲府地裁（丸山哲巳裁判長）はこれら5つの罪について、いずれもIが犯行を計画したと認定し、それらの罪でIを有罪とする部分判決を宣告した。
その後、2件の殺人、詐欺（Aから詐取した金を殺害実行犯への報酬に充てた罪）、詐欺未遂（Aの遺族から金を詐取しようとした罪）事件が裁判員裁判で審理されたが、2017年6月12日の裁判員裁判初公判で、被告人Iは犯行の計画・実行、共犯者らとの共謀すべてを否定し、無罪を主張した。同年7月13日の公判で検察官の論告求刑と弁護人の最終弁論が行われ、検察官はIを「犯行全体の唯一、絶対の首謀者」と位置づけ、甲府地裁における裁判員裁判では初となる死刑を求刑した一方、弁護人は「Iは経済的に困窮しておらず、保険金殺人を犯す動機はない」として無罪を主張し、I本人も最終意見陳述で改めて潔白を訴えた。
同年8月25日に同地裁はIに対し、検察側の求刑通り死刑を言い渡した。甲府地裁で宣告された死刑判決は、山梨キャンプ場殺人事件（2006年に宣告）以来、戦後7件目で、裁判員裁判では初であった。丸山裁判長は判決理由で、共犯者らの証言は具体的・合理的であり、客観的な事情とも整合するとして、その信用性およびIと共犯者らの共謀を認定した上で、Iは「計画を立案して殺害対象を決定し、共犯者を誘って役割分担を決めて指示していた。終始主導的に犯行に関与していた」として、一連の事件の首謀者であると判示した。Iの弁護人は同判決を不服として、同月28日付で東京高等裁判所へ控訴した。
裁判員裁判の公判期日は20日間、初公判から判決までは75日間におよんだが、これは甲府地裁における裁判員裁判としてはいずれも最長であった。またIの審理における裁判員候補者の辞退率は80.3%に達したが、これは2009年（平成21年）5月の裁判員制度開始から2018年（平成30年）12月末までに甲府地裁で行われた裁判員裁判では最も高い辞退率だった。

#### 控訴審
控訴審初公判は2019年（平成31年）3月26日に東京高裁（青柳勤裁判長）で開かれ、同年（令和元年）9月12日に結審した。控訴審で弁護側は、従犯とされたXが一連の事件の主犯であり、Iは関与していないとして無罪を主張した上で、仮に有罪だとしてもIを首謀者と認定した原判決には事実誤認があると主張していた。また、Iを首謀者としたXの証言は虚偽であり、殺害の具体的な計画を立案したのはXであると主張した。
東京高裁（青柳勤裁判長）は同年12月17日、Iの控訴を棄却する判決を宣告した。同高裁はXの自白経過や証言内容から、証言の信用性は揺るがないと判断した上で、それ以外にも事件に関する重大な書類やデータがあることから、Iが事件を主導したと認定した。またI側の「計画発案者はX」とする主張については、共犯者間の役割分担に基づくものとした上で、Iが被害者の保険契約など重要な役割を担い、「共犯者に協力を求め、ためらうXに殺害の決意を促し、決行の最終決定を下した」と指摘し、Iのみが犯行計画の全貌を把握していた首謀者であると結論付けた。
Iは同判決を不服として、同日付で最高裁判所へ上告した。

#### 上告審
上告審の事件番号は令和2年(あ)第124号で、審理は最高裁第一小法廷（安浪亮介裁判長）に係属した。
2023年（令和5年）4月20日の上告審公判で口頭弁論が行われ、弁護側は一連の事件の主犯は無期懲役が確定した共犯の男であり、彼による「Iが関与した」という証言は信用できず、Iは犯行に関与していないと無罪を主張した。一方で検察側は、一連の事件はいずれもIの関与なしに遂行することは困難であり、Iが犯行を首謀したことは明らかだと指摘した。その上で、わずか1年で知人男性2人に高額な死亡保険を掛け、自らは手を汚さず実行役に殺害させたことは計画性が極めて高く、悪質な犯行態様であると主張し、Iが一貫して犯行を否認して共犯者に罪を押し付けていることから反省は皆無などと訴え、上告棄却を求めた。
同年6月5日の上告審判決公判で、最高裁第一小法廷（安浪亮介裁判長）は被告人Iの上告を棄却する判決を言い渡した。Iの弁護人は同月15日付で判決訂正申立を行ったが、同小法廷は同月21日付の決定で申立を棄却したため、Iの死刑判決が確定した。甲府地裁で審理された死刑確定事件は、2003年10月に都留市のキャンプ場で3人の遺体が発見された事件（元建設会社社長が殺人・傷害致死などの罪に問われ、2013年に最高裁で死刑が確定）以来である。

#### 死亡
刑確定からわずか2ヶ月後の2023年8月24日午後、死刑囚Iは東京拘置所の居室内で病死した（49歳没）。Iは糖尿病の持病があり、以前から投薬治療を続けていた。Iは23日に手足の脱力感などを訴え、医師の診察の結果、慢性腎不全と診断された。同拘置所内の病院に入院する準備を進めていた最中の24日昼過ぎに容体が急変。Iは心停止となり、救命措置が講じられたが死亡が確認された。